# Big bang (musikgrupp)
Big bang (hangul: 빅뱅) är ett sydkoreanskt pojkband bildat 2006 av YG Entertainment.
Gruppen består av de fyra (före detta fem) medlemmarna T.O.P, Taeyang, G-Dragon och Daesung. Den femte medlemmen Seungri lämnade bandet den 11 mars 2019.

## Medlemmar
| Artistnamn   | Artistnamn | Födelsenamn     | Födelsenamn | Födelsedatum     |
| Romanisering | Hangul     | Romanisering    | Hangul      | Födelsedatum     |
| ------------ | ---------- | --------------- | ----------- | ---------------- |
| T.O.P        | 탑         | Choi Seung-hyun | 최승현      | 4 november 1987  |
| Taeyang      | 태양       | Dong Young-bae  | 동영배      | 18 maj 1988      |
| G-Dragon     | 지드래곤   | Kwon Ji-yong    | 권지용      | 18 augusti 1988  |
| Daesung      | 대성       | Kang Dae-sung   | 강대성      | 26 april 1989    |
| Seungri      | 승리       | Lee Seung-hyun  | 이승현      | 12 december 1990 |

## Diskografi

### Album
| Albuminformation                                                               | Topplacering          | Topplacering   |
| Albuminformation                                                               | Sydkorea (Gaon Chart) | Japan (Oricon) |
| Koreanska                                                                      | Koreanska             | Koreanska      |
| ------------------------------------------------------------------------------ | --------------------- | -------------- |
| Bigbang Vol. 1 (Studioalbum) - Släppt: 21 december 2006                        | 1                     | —              |
| Always (EP-skiva) - Släppt: 16 augusti 2007                                    | 1                     | —              |
| Hot Issue (EP-skiva) - Släppt: 22 november 2007                                | 1                     | —              |
| Stand Up (EP-skiva) - Släppt: 8 augusti 2008                                   | 1                     | —              |
| Remember (Studioalbum) - Släppt: 5 november 2008                               | 1                     | —              |
| Tonight (EP-skiva) - Nyutgåva: Special Edition (8 april 2011)                  | 1                     | 10             |
| Alive (EP-skiva) - Nyutgåva: Still Alive (3 juni 2012)                         | 1                     | 6              |
| MADE (Studioalbum) - Släppt: 12 december 2016                                  | 1                     | 1              |
| Japanska                                                                       |                       |                |
| For the World (EP-skiva) - Släppt: 4 januari 2008                              | —                     | 53             |
| With U (EP-skiva) - Släppt: 28 maj 2008                                        | —                     | 45             |
| Number 1 (Studioalbum) - Släppt: 22 oktober 2008                               | —                     | 13             |
| Big Bang (Studioalbum) - Släppt: 19 augusti 2009                               | —                     | 3              |
| Big Bang 2 (Studioalbum) - Släppt: 11 maj 2011                                 | —                     | 1              |
| Alive (Studioalbum) - Nyutgåva: Monster Edition (20 juni 2012)                 | —                     | 3              |
| Special Final in Dome Memorial Collection (EP-skiva) - Släppt: 5 december 2012 | —                     | 6              |
| Made Series (Studioalbum) - Släppt: 3 februari 2016                            | —                     | 1              |

### Singlar
| År        | Titel                    | Topplacering          | Topplacering   |
| År        | Titel                    | Sydkorea (Gaon Chart) | Japan (Oricon) |
| Koreanska | Koreanska                | Koreanska             | Koreanska      |
| --------- | ------------------------ | --------------------- | -------------- |
| 2006      | "Dirty Cash"             | —                     | —              |
| 2006      | "Shake It"               | —                     | —              |
| 2007      | "Lies"                   | —                     | —              |
| 2007      | "Always"                 | —                     | —              |
| 2007      | "Last Farewell"          | —                     | —              |
| 2008      | "Haru Haru"              | —                     | —              |
| 2008      | "Sunset Glow"            | —                     | —              |
| 2009      | "Lollipop" (med 2NE1)    | —                     | —              |
| 2011      | "Tonight"                | 1                     | —              |
| 2011      | "Love Song"              | 1                     | —              |
| 2012      | "Blue"                   | 1                     | —              |
| 2012      | "Bad Boy"                | 2                     | —              |
| 2012      | "Fantastic Baby"         | 3                     | —              |
| 2012      | "Monster"                | 1                     | —              |
| 2015      | "Loser"                  | 1                     | —              |
| 2015      | "Bae Bae"                | 2                     | —              |
| 2015      | "Bang Bang Bang"         | 1                     | —              |
| 2015      | "We Like 2 Party"        | 3                     | —              |
| 2015      | "If You"                 | 1                     | —              |
| 2015      | "Sober"                  | 2                     | —              |
| 2015      | "Zutter"                 | 2                     | —              |
| 2015      | "Let's Not Fall In Love" | 1                     | —              |
| 2016      | "Fxxk It"                | 1                     | —              |
| 2016      | "Last Dance"             | 2                     | —              |
| Japanska  |                          |                       |                |
| 2008      | "How Gee"                | —                     | —              |
| 2008      | "With U"                 | —                     | —              |
| 2008      | "Number 1"               | —                     | —              |
| 2009      | "My Heaven"              | —                     | 3              |
| 2009      | "Gara Gara Go!"          | —                     | 5              |
| 2009      | "Koe o Kikasete"         | —                     | 4              |
| 2010      | "Tell Me Goodbye"        | —                     | 5              |
| 2010      | "Beautiful Hangover"     | —                     | 7              |